# Boliche nos Jogos Pan-Americanos de 2019 - Individual feminino
A competição do boliche individual feminino foi um dos eventos do boliche nos Jogos Pan-Americanos de 2019, em Lima. Foi disputada no Centro de Boliche da Villa Deportiva Nacional Videna entre 28 e 30 de julho.

## Calendário
Horário local (UTC-5).
| Data        | Horário | Fase               |
| ----------- | ------- | ------------------ |
| 28 de julho | 145:00  | Qualificação 1–6   |
| 29 de julho | 9:00    | Qualificação 7–12  |
| 30 de julho | 9:00    | Todos contra todos |
| 30 de julho | 17:00   | Semifinal          |
| 30 de julho | 17:40   | Final              |

## Medalhistas
| Ouro   | COL Clara Guerrerro                          |
| Prata  | MEX Miram Velazco                            |
| Bronze | MEX Iliana Lomelli Lemos COL María Rodríguez |

## Resultados

### Qualificação
Participaram da prova 32 atletas dos quais foram realizadas 12 rodadas de qualificação no período de 28 à 29 de julho. As oito melhores qualificadas avançaram para a próxima fase. 
| Colocação | Nacionalidade            | Atleta                 | Pontos | Notas |
| --------- | ------------------------ | ---------------------- | ------ | ----- |
| 1         | MEX México               | Miram Velazco          | 2.750  | Q     |
| 2         | COL Colômbia             | Clara Guerrero         | 2.729  | Q     |
| 3         | MEX México               | Iliana Lomeli Lemus    | 2.703  | Q     |
| 4         | ARU Aruba                | Thashaina Eliza Seraus | 2.612  | Q     |
| 5         | USA Estados Unidos       | Shannon Okeefe         | 2.583  | Q     |
| 6         | COL Colômbia             | María Rodríguez        | 2.557  | Q     |
| 7         | GUA Guatemala            | Sofia Granda           | 2.542  | Q     |
| 8         | DOM República Dominicana | Aumi Guerra            | 2.529  | Q     |
| 9         | DOM República Dominicana | Astrid Valiente        | 2.496  |       |
| 10        | PUR Porto Rico           | Sarah Sanes            | 2.478  |       |
| 11        | ARU Aruba                | Kamilah Dammers        | 2.477  |       |
| 12        | CAN Canadá               | Valerie Bercier        | 2.467  |       |
| 13        | PER Peru                 | Yumi Yuzuriha          | 2.410  |       |
| 14        | BRA Brasil               | Stephanie Martins      | 2.405  |       |
| 15        | BRA Brasil               | Roberta Rodrigues      | 2.404  |       |
| 16        | VEN Venezuela            | Karen Marcano          | 2.388  |       |
| 17        | CAN Canadá               | Miranda Panas          | 2.380  |       |
| 18        | USA Estados Unidos       | Stefanie Johnson       | 2.373  |       |
| 19        | CRC Costa Rica           | Ericka Quesada         | 2.363  |       |
| 20        | VEN Venezuela            | Patricia de Faria      | 2.330  |       |
| 21        | ARG Argentina            | Vanesa Rinke           | 2.294  |       |
| 22        | ESA El Salvador          | Edith Quintanilla      | 2.292  |       |
| 23        | CRC Costa Rica           | Viviana Delgado        | 2.291  |       |
| 24        | PER Peru                 | Gabriela Ishikawa      | 2.225  |       |
| 25        | ESA El Salvador          | Sandra Quintanilla     | 2.200  |       |
| 26        | ARG Argentina            | Gabriela Lanzavecchia  | 2.193  |       |
| 27        | BER Bermudas             | Patrice Tucker         | 2.189  |       |
| 28        | PUR Porto Rico           | Taishaye Naranjo       | 2.148  |       |
| 29        | ECU Equador              | Diana Rosero           | 2.109  |       |
| 30        | ECU Equador              | Dennise Quezada        | 2.102  |       |
| 31        | GUA Guatemala            | Ana Bolaños            | 2.099  |       |
| 32        | BER Bermudas             | June Dill              | 2.093  |       |

### Todos contra todos
Os oito atletas remanescentes realizaram oito rodadas, sendo que os quatro melhores avançaram para a semifinal. 
| Colocação | Nacionalidade            | Atleta                 | Pontos | Notas |
| --------- | ------------------------ | ---------------------- | ------ | ----- |
| 1         | MEX México               | Miram Velazco          | 4.550  | Q     |
| 2         | MEX México               | Iliana Lomelli Lemus   | 4.499  | Q     |
| 3         | COL Colômbia             | Clara Guerrero         | 4.415  | Q     |
| 4         | COL Colômbia             | María Rodríguez        | 4.397  | Q     |
| 5         | ARU Aruba                | Thashaina Eliza Seraus | 4.354  |       |
| 6         | USA Estados Unidos       | Shannon Okeefe         | 4.346  |       |
| 7         | DOM República Dominicana | Aumi Guerra            | 4.099  |       |
| 8         | GUA Guatemala            | Sofia Granda           | 4.028  |       |

### Semifinal
A semifinal ocorreu dia 30 de julho com início às 17:00. 
| Posição | Colocação | Nacionalidade | Atleta               | Total | Notas |
| ------- | --------- | ------------- | -------------------- | ----- | ----- |
| 1       | 1         | MEX México    | Miram Velazco        | 185   | Q     |
| 1       | 2         | COL Colômbia  | María Rodríguez      | 146   |       |
| 2       | 1         | COL Colômbia  | Clara Guerrero       | 213   | Q     |
| 2       | 2         | MEX México    | Iliana Lomelli Lemus | 202   |       |

### Final
A final foi realizada no dia 30 de julho às 17:40. 
| Colocação        | Nacionalidade | Atleta         | Total | Notas |
| ---------------- | ------------- | -------------- | ----- | ----- |
| Medalha de ouro  | COL Colômbia  | Clara Guerrero | 198   |       |
| Medalha de prata | MEX México    | Miram Velazco  | 171   |       |